# 1536 Pielinen
Pielinen (asteróide 1536) é um asteróide da cintura principal, a 1,7723102 UA. Possui uma excentricidade de 0,1957994 e um período orbital de 1 194,96 dias (3,27 anos).
Pielinen tem uma velocidade orbital média de 20,0634245 km/s e uma inclinação de 1,53054º.
Esse asteróide foi descoberto em 18 de Setembro de 1939 por Yrjö Väisälä.